# الکسی واخونین
الکسی واخونین (روسی: Алексей Иванович Вахонин؛ ۱۰ مارس ۱۹۳۵ – ۱ سپتامبر ۱۹۹۳) وزنه‌بردار اهل اتحاد جماهیر شوروی سوسیالیستی بود.
وی در مسابقات کشوری و بین‌المللی در مجموع برندهٔ ۱۳ مدال طلا، ۴ مدال نقره، ۱ مدال برنز شده‌ است.